# Şeref Osmanoğlu
Şeref Osmanoğlu, Szeryf El-Szeryf (ukr. Шериф Ель-Шериф; ur. 2 stycznia 1989 w Symferopolu) – turecki lekkoatleta specjalizujący się w trójskoku. Do 2013 roku reprezentował Ukrainę.
Zajmował piąte lokaty na mistrzostwach świata juniorów młodszych (2005) oraz mistrzostwach świata juniorów (2006). Na juniorskich mistrzostwach Starego Kontynentu w Hengelo (2007) był szósty, a rok później w Bydgoszczy uplasował się na dziewiątej lokacie mistrzostwach świata juniorów (podczas tych zawodów wystartował także w skoku w dal, odpadając w eliminacjach). Reprezentant Ukrainy w drużynowych mistrzostwach Europy (9. lokata w skoku w dal podczas superligi w 2011). Mistrz Europy do lat 23 z 2011 – podczas tej imprezy wynikiem 17,72 ustanowił rekord mistrzostw młodzieżowców. Wicemistrz Europy z 2012.
Złoty medalista mistrzostw Ukrainy.
Rekordy życiowe: stadion – 17,72 (17 lipca 2011, Ostrawa), jest to młodzieżowy rekord Ukrainy; hala – 16,81 (18 lutego 2012, Sumy). 24 maja 2016 w Mersin Osmanoğlu ustanowił wynikiem 16,85 aktualny rekord Turcji w gronie seniorów. 27 lutego 2016 w Sumach ustanowił wynikiem 16,61 aktualny rekord Turcji w hali.

## Osiągnięcia
| Rok  | Impreza                               | Miejsce        | Lokata            | Wynik |
| ---- | ------------------------------------- | -------------- | ----------------- | ----- |
| 2005 | Mistrzostwa świata juniorów młodszych | Marrakesz      | 5. miejsce        | 16,18 |
| 2006 | Mistrzostwa świata juniorów           | Pekin          | 5. miejsce        | 16,09 |
| 2006 | Gimnazjada                            | Saloniki       | 1. miejsce        | 16,11 |
| 2007 | Mistrzostwa Europy juniorów           | Hengelo        | 6. miejsce        | 15,93 |
| 2008 | Mistrzostwa świata juniorów           | Bydgoszcz      | 9. miejsce        | 15,43 |
| 2011 | Młodzieżowe mistrzostwa Europy        | Ostrawa        | 1. miejsce        | 17,72 |
| 2011 | Mistrzostwa świata                    | Daegu          | 12. miejsce       | 16.38 |
| 2012 | Halowe mistrzostwa świata             | Stambuł        | el. – 12. miejsce | 16,25 |
| 2012 | Mistrzostwa Europy                    | Helsinki       | 2. miejsce        | 17,28 |
| 2012 | Igrzyska olimpijskie                  | Londyn         | el. – 13. miejsce | 16,60 |
| 2016 | Mistrzostwa Europy                    | Amsterdam      | 6. miejsce        | 16,65 |
| 2016 | Igrzyska olimpijskie                  | Rio de Janeiro | el. –             | NM    |